# Хамид, Халид (хоккеист на траве)
Халид Хамид (англ. Khalid Hamid, 3 февраля 1961, Гуджранвала, Пакистан) — пакистанский хоккеист (хоккей на траве), нападающий. Олимпийский чемпион 1984 года, чемпион Азии 1985 года.

## Биография
Халид Хамид родился 3 февраля 1961 года в пакистанском городе Гуджранвала.
Играл в хоккей на траве за ПИА из Карачи.
В 1984 году вошёл в состав сборной Пакистана по хоккею на траве на летних Олимпийских играх в Лос-Анджелесе и завоевал золотую медаль. Играл на позиции нападающего, провёл 7 матчей, забил 1 мяч в ворота сборной Нидерландов.
В 1985 году завоевал золотую медаль чемпионата Азии в Дакке.
Трижды становился серебряным призёром Трофея чемпионов в 1983, 1984 и 1988 годах.
В 1988 году вошёл в состав сборной Пакистана по хоккею на траве на летних Олимпийских играх в Сеуле, занявшей 5-е место. Играл на позиции нападающего, провёл 5 матчей, мячей не забивал.
В 1981—1988 годах провёл за сборную Пакистана 53 матча, забил 4 мяча.
По окончании игровой карьеры стал тренером, работал в Пакистане, ОАЭ и Катаре. Был селекционером Федерации хоккея на траве Пакистана.
Работает в Пакистанских международных авиалиниях региональным менеджером катарского отделения.